# Imran Khan
Imran Ahmad Khan Niazi (em urdu:  عمران احمد خان نیازی) (nascido a 5 de outubro de 1952) foi o vigésimo segundo primeiro-ministro do Paquistão. Jogou críquete internacionalmente por duas décadas no final do século XX e, depois de se aposentar, entrou na política, em meados dos anos noventa. Foi o capitão de críquete mais bem-sucedido do Paquistão, levando seu país à vitória na Copa do Mundo de Críquete em 1992, jogando para a equipe de críquete paquistanesa de 1971 a 1992 e atuando como capitão intermitentemente ao longo de 1982 a 1992. Khan liderou, aos trinta e nove anos, sua equipe para a primeira e única vitória da Copa do Mundo em 1992.
É o fundador do Movimento Paquistanês pela Justiça (Pakistan Tehreek-e-Insaf (PTI)). Antes ele integrou a Assembleia Nacional do Paquistão de 2002 a 2007 e novamente de 2013 a 2018. Em 2018, Imran Khan ganhou as eleições gerais tornando-se o 22º Primeiro-Ministro do Paquistão. Durante a campanha, defendeu publicamente o célebre Artigo 295c, a lei da blasfémia, que estipula que comentários depreciativos em relação a Maomé, orais ou escritos, "por representação visível ou por qualquer imputação, menção ou insinuação, direta ou indireta, deverão ser punido com a morte ou prisão perpétua, e estarão sujeitos a multa".
Como primeiro-ministro, Khan enfrentou uma crise na balança de pagamentos do governo com um grande empréstimo do Fundo Monetário Internacional. Ele presidiu um déficit orçamentário cada vez menor e gastos de defesa limitados para reduzir o déficit fiscal das contas do governo, levando a algum crescimento econômico geral. Ele promulgou políticas que aumentaram a arrecadação de impostos e investimentos. Seu governo se comprometeu com uma transição de energia renovável, lançou o Programa Ehsaas e a iniciativa Plant for Pakistan e expandiu as áreas ambientais protegidas do Paquistão. Ele presidiu sobre a resposta do governo a pandemia de COVID-19, que causou turbulência econômica e aumento da inflação no país e ameaçou sua posição política. Apesar de uma prometida campanha anticorrupção, a percepção de corrupção no Paquistão piorou durante o mandato de Khan. Foi percebido também sua falha em conter e liderar propriamente as forças armadas, que são uma poderosa instituição no país. Ele foi acusado de vitimização política de oponentes e repressão à liberdade de expressão e dissidência.
Em meio a uma crise constitucional, Khan se tornou o primeiro primeiro-ministro a ser destituído do cargo por meio de uma moção de desconfiança em abril de 2022. Em agosto do mesmo ano, ele foi acusado sob as leis antiterror após acusar a polícia e o judiciário de deter e torturar um assessor. Em novembro de 2022, Khan sobreviveu a uma tentativa de assassinato. Em 5 de agosto de 2023, Khan foi preso pela segunda vez. Em 30 de Janeiro de 2024, um tribunal especial condenou Khan a 10 anos de prisão depois de ter sido considerado culpado de tornar público o conteúdo de um telegrama secreto enviado pelo embaixador do Paquistão em Washington, DC ao governo em Islamabade.

## Biografia
Khan nasceu numa família Pashtun em Lahore em 1952.
O seu pai era um proprietário de terras na região a norte do Baluchistão. A sua mãe era uma das três irmãs da família tribal Burki. Tal como os seus primos, Imran nasceu em circunstâncias prósperas, em que podia dedicar tanto tempo quanto desejava ao desenvolvimento do seu críquete. A escola que frequentou, Aitchison College em Lahore, é considerada a mais prestigiada do Paquistão, e ali foi orientado por um dos melhores treinadores do país.
Formou-se no Keble College, Oxford, no Reino Unido, em 1975. Começou a sua carreira internacional no críquete aos 18 anos. Ele jogou críquete profissionalmente entre 1969 e 1992, jogando em ligas paquistanesas e inglesas, estabelecendo recordes e sendo considerado um dos melhores jogadores de sua geração, ganhando fortuna e fama internacional.

## Carreira política

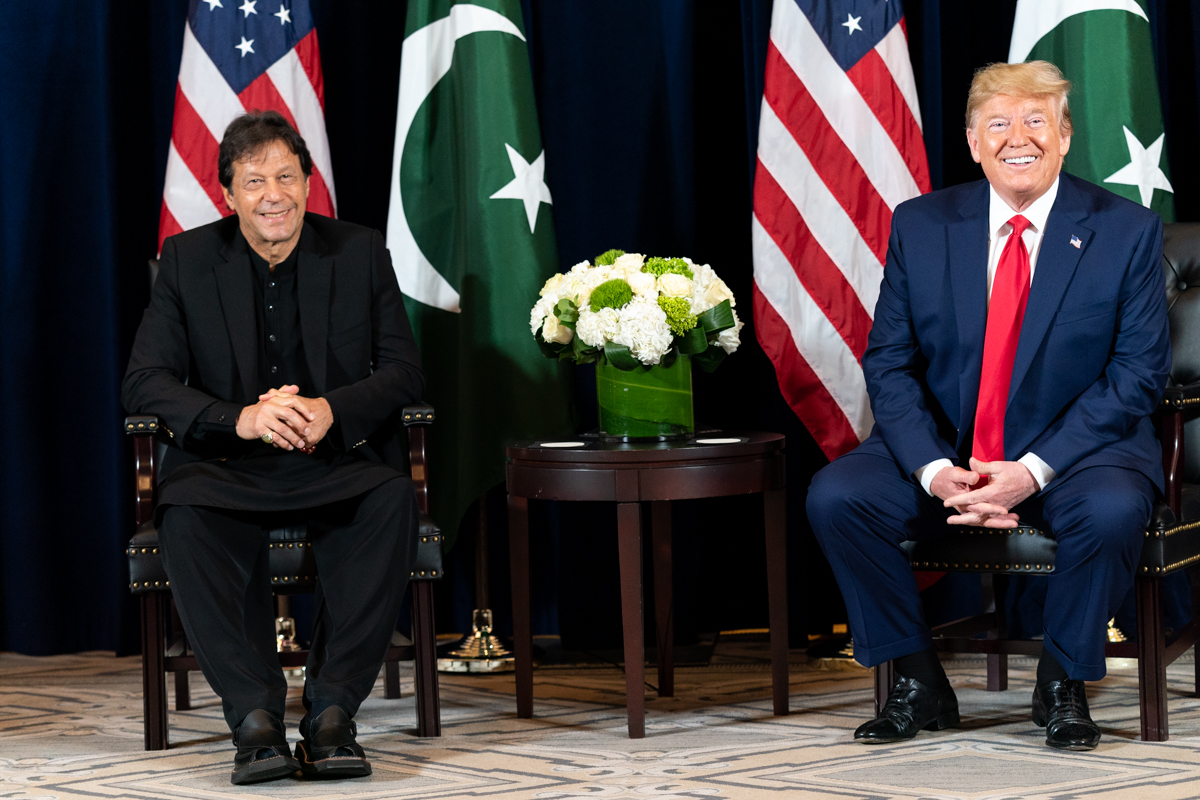
Khan com o então presidente dos Estados Unidos Donald Trump.

Sua entrada na política começou no final da década de 1980. Recusando cargos e nomeações políticas de líderes políticos, Khan fundou em 1996 o Movimento Paquistanês pela Justiça. No ano seguinte, se candidatou para o Parlamento mas não ganhou e seu partido também não foi muito bem. Em 1999, ele apoiou o general Pervez Musharraf no seu golpe de estado. Em 2002 ele se elegeu para o Parlamento representando Mianwali e apoiou Musharraf num referendo boicotado pela oposição que acusou o movimento do general de antidemocrático e inconstitucional. Khan rompeu com o general Musharraf em 2007 quando este buscou se reeleger novamente ao mesmo tempo que mantinha o cargo de chefe do exército, algo que o levou a renunciar sua posição no parlamento e acabou sentenciado pelo governo a prisão domiciliar. Ele continuou suas atividades políticas, organizando movimentos políticos e de mobilização popular.
Em 2013, seu partido foi o segundo mais votado, embora ele tivesse boicotado o pleito. Em 2014, ele liderou uma série de protestos contra o partido governante, a Liga Muçulmana do Paquistão, acusando-os de corrupção e fraudar eleições. Nessa época ele já era considerado o de facto líder da oposição. Em 2018, com quase dezessete milhões de votos, seu partido foi o mais votado nas eleições gerais, conquistando 149 assentos (mais de cem se comparado a última eleição).
Agora como primeiro-ministro, Imran Khan adotou uma postura mais socialmente conservadora, com o menor número de mulheres indicadas para cargos no governo e também com um aumento da influência religiosa em questões de Estado. Embora combater a corrupção tivesse sido uma das suas principais retóricas, a percepção de corrupção em seu governo foi alta. Ele foi acusado de perseguir jornalistas que se manifestavam contra ele, perseguir opositores políticos e centralizar a administração do governo em sua pessoa. Embora tais atos sejam considerados comuns na vida política paquistanesa, Khan foi eleito justamente numa plataforma que prometia acabar com o clientelismo político e a corrupção, por uma administração pública menos burocratizada mas ele nunca de facto perseguiu tais objetivos. Posteriormente, argumentou que enfrentou oposição dentro da instituição estatal e as forças armadas resistiam também as suas reformas. Internamente, Khan optou por balancear o orçamento e cortar gastos do governo. A economia de fato melhorou durante sua administração mas em 2020, muito devido pandemia de Covid-19, o país entrou em recessão. Ainda assim, em 2020, investidores estrangeiros expressaram maior confiança na segurança de seus investimentos no Paquistão.

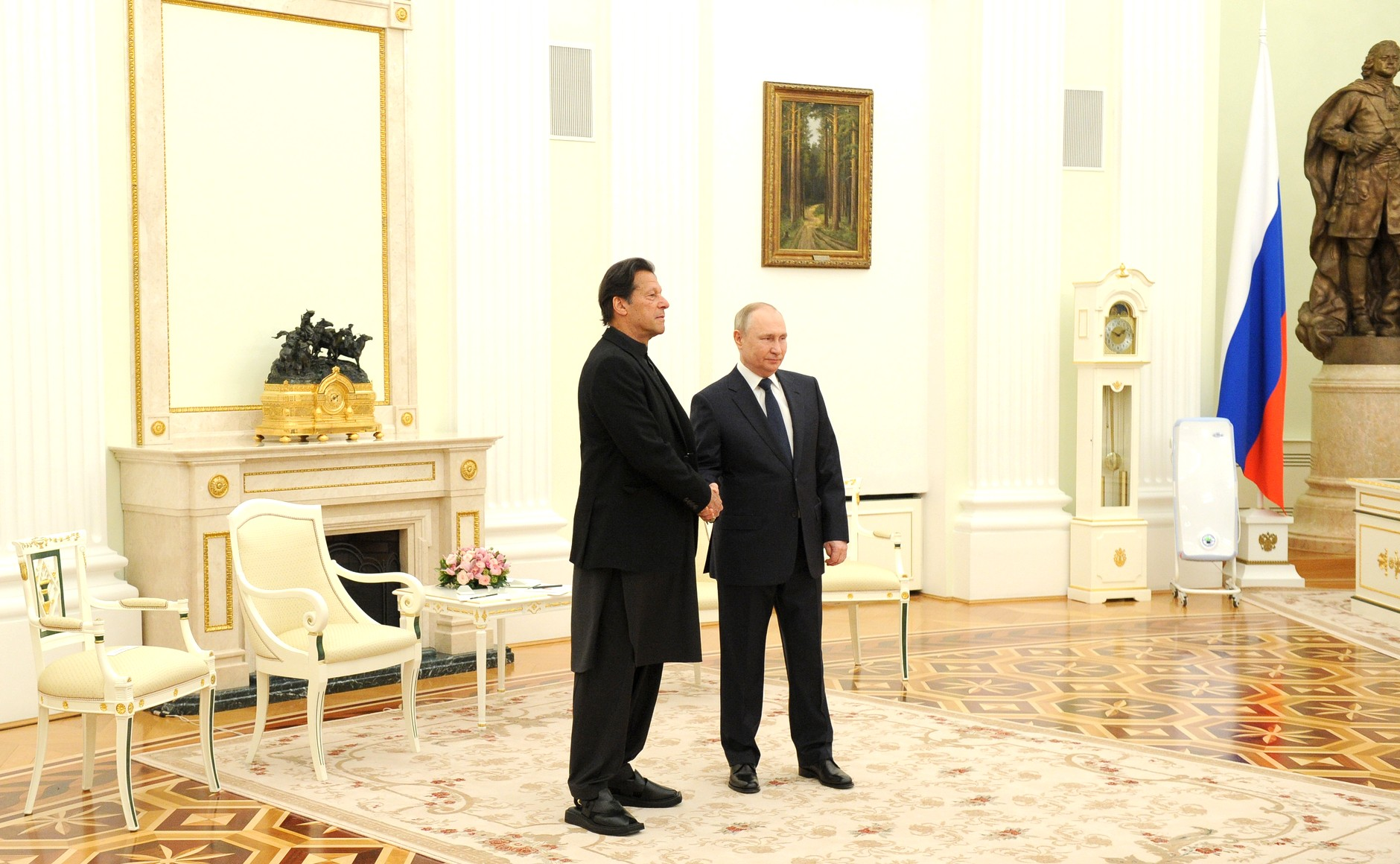
O presidente russo Vladimir Putin e Imran Khan em 2022.

Na política externa, seu governo se distanciou dos Estados Unidos (seu aliado mais tradicional) e se aproximou da Rússia e da China, chegando a assinar um acordo de livre comércio com estes últimos. Khan era conhecido por simpatizar com a luta do Talibã e saudou o retorno deles ao poder em 2021, algo que foi mal-recebido no Ocidente e no próprio Paquistão.
Depois que Khan divulgou ao público, em violação à legislação secreta de estado, um suposto telegrama diplomático dos Estados Unidos pedindo que ações fossem tomadas para remover Khan em um golpe, em 8 de março de 2022, os partidos da oposição apresentaram uma moção de censura contra ele ao secretariado da Assembleia Nacional. Em 1º de abril de 2022, o primeiro-ministro Khan anunciou que, no contexto da moção de censura contra ele na Assembleia Nacional, as três opções foram discutidas com "o establishment": "renúncia, voto de não confiança ou [novas] eleições". Em 3 de abril de 2022, o presidente Arif Alvi dissolveu a Assembleia Nacional do Paquistão a conselho de Khan, depois que o vice-presidente da Assembleia Nacional rejeitou e anulou a moção de censura; esta mudança exigiria que as eleições para a Assembleia Nacional fossem realizadas em 90 dias. Em 10 de abril, após uma decisão da Suprema Corte de que a moção de desconfiança foi rejeitada ilegalmente, um voto de desconfiança foi conduzido e ele foi destituído do cargo, tornando-se o primeiro primeiro-ministro do Paquistão a ser destituído do cargo por um voto de desconfiança. Khan afirmou que os Estados Unidos estavam por trás de sua remoção porque ele conduzia uma política externa independente e mantinha relações amistosas com a China e a Rússia. Sua remoção gerou protestos de seus apoiadores em todo o Paquistão.

## Filantropia
Durante os anos 90, Khan foi Representante Especial da UNICEF para o Desporto e promoveu programas de saúde e imunização no Bangladesh, Paquistão, Sri Lanka e Tailândia. Em 1991, fundou o Shaukat Khanum Memorial Trust, uma organização de caridade com o nome da sua mãe, Shaukat Khanum, uma vítima de cancro. Como primeira tentativa do Trust, Khan criou o primeiro e único hospital contra o cancro do Paquistão, construído com donativos e fundos superiores a 25 milhões de dólares, angariados por Khan em todo o mundo, incluindo também no Paquistão. Sessenta a setenta por cento dos doentes são ali tratados gratuitamente.

## Ideologia
Imran Khan é frequentemente descrito como um populista e regularmente criticado pela sua falta de consistência e incoerência política. Há muito visto como um liberal, tornou-se mais conservador ao longo dos anos e é até por vezes visto como um rigorista religioso. Ele próprio diz que extrai as suas referências do Islão mas também da social-democracia escandinava e elogia o Estado Providência. No entanto, critica o marxismo por "retirar a religião da sociedade" e o "feminismo ocidental" por "degradar o papel da mãe". Nos seus discursos públicos e no programa do seu partido, Imran Khan concentra-se na luta contra a elite política dinástica, a corrupção e o clientelismo, e defende o desenvolvimento dos serviços públicos.
Para o senador comunista Afrasiab Khattak, Imran Khan "quer ser visto como um homem espiritual e religioso, mas na sua vida privada ele é mais liberal do que o paquistanês mais liberal". É também regularmente acusado de ser influenciado pelo poderoso exército paquistanês, que veria nele um meio de dividir a classe política.

Ë crítico em relação aos Estados Unidos, enquanto multiplica as suas simpatias em relação à China, que investe economicamente muito no Paquistão. Assim, não criticou a China, o primeiro parceiro económico do Paquistão, a propósito dos muçulmanos Uighures internados em campos, mas em 2020 atacou o Presidente francês Emmanuel Macron pela sua defesa das caricaturas de Maomé, tendo mesmo convocado o embaixador francês. Do mesmo modo, a 26 de Junho de 2020, causou controvérsia ao descrever Osama bin Laden como um "mártir". Contudo, apoiou a absolvição da cristã Asia Bibi em Outubro de 2018 e prometeu garantir a sua segurança.

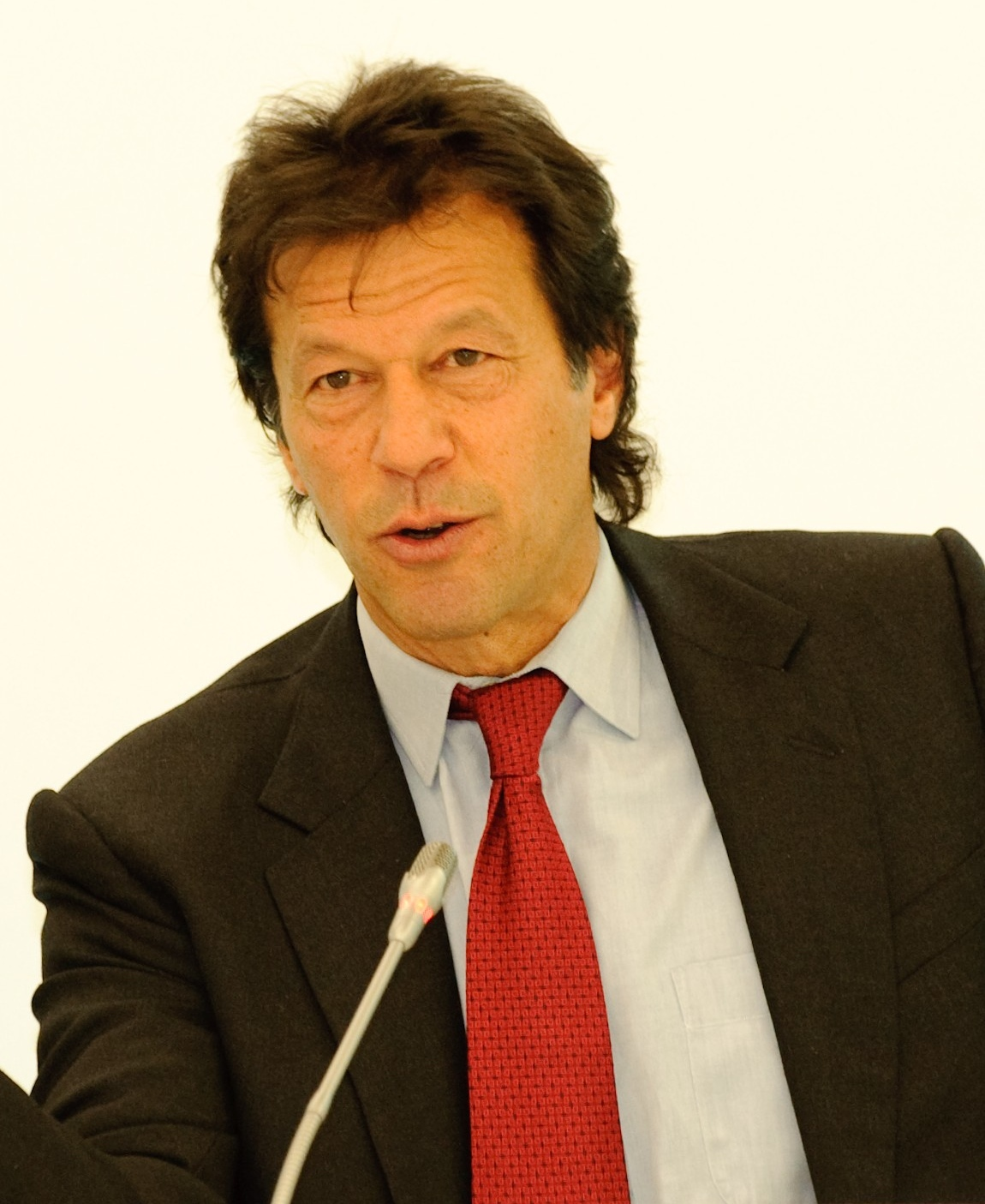
Imran Khan em 2009, em Berlim

Apela aos países ocidentais para que interditem a blasfémia da mesma forma que a negação do Holocausto e afirma que partilha os objectivos do Tehreek-e-Labbaik Pakistan (TLP, ilegalizado em Abril de 2021), rejeitando ao mesmo tempo os seus métodos.
Em Junho de 2021, em entrevista â HBO, Khan enfureceu as feministas, ao relacionar as violações de mulheres no Paquistão com a maneira como as vítimas se vestem. Afirmou que “se uma mulher leva pouca roupa vestida, terá um impacto nos homens, a não ser que sejam robots”. Não foi a primeira vez que Khan fez afirmações deste teor. Para Marriyum Aurangzeb, porta-voz da Liga Muçulmana do Paquistão, partido do ex-primeiro-ministro Nawaz Sharif, as palavras de Khan “refletem a sua mentalidade doentia em relação às mulheres". No jornal paquistanês Daily Times, a jornalista Durdana Najam não poupa nas palavras: "Da vagina às unhas dos pés, o seu corpo (da mulher) é um objeto que é suposto ser guardado. Entretanto, os homens permanecem as bestas incontroláveis que precisam de ser domadas". Um editorial do jornal paquistanês Dawn classifica-o como um apologista da violação das mulheres.
Após a tomada de poder e conquista de Cabul em Agosto de 2021 pelos Taliban, Khan afirmou que o movimento tinha “quebrado as grilhetas da escravidão" do povo afegão.
Em Outubro de 2021, Khan anunciou a formação da Rehmatul-lil-Aalameen Authority,  que "monitorizará os currículos escolares, verificará o conteúdo dos meios de comunicação social, descobrirá os blasfemos, e organizará pesquisas nas universidades para divulgar a verdadeira mensagem do Islão".
Durante um discurso  na Sessão Extraordinária de Ministros dos Negócios Estrangeiros da Organização de Cooperação Islâmica (OIC), a 19 de Dezembro de 2021, que teve lugar em Islamabad para discutir a situação humanitária no Afeganistão, Khan disse que não permitir que as mulheres estudem fazia parte da cultura afegã, e que o mundo devia respeitar isso. Os seus comentários foram muito criticados. A laureada com o Prémio Nobel Malala Yousafzai atacou Khan: "Quase perdi a minha vida a lutar contra a proibição da educação das meninas pelos Talibã".

## Vida privada

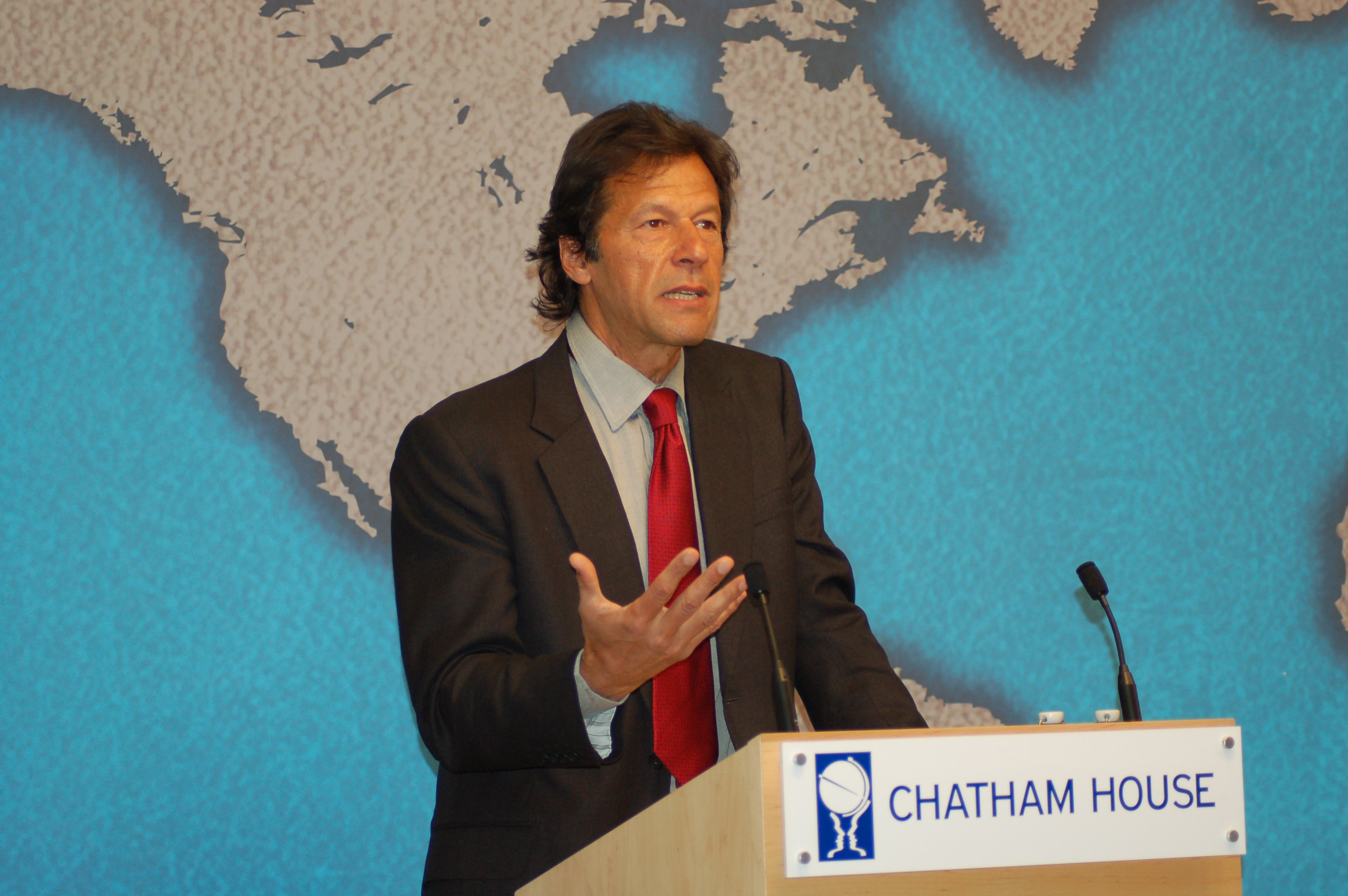
Imran Khan discursando.

Durante os anos 70 e 80, Khan ficou conhecido como um playboy, sendo presença frequente nas discotecas mais famosas de Londres, apesar de afirmar que odiava pubs ingleses e nunca bebeu álcool. Na lista de suas conquistas estão Susannah Constantine, Lisa Campbell e a artista Emma Sargent.
Casou-se com Jemima Goldsmith em 1995, na Grande Mesquita em Paris, após a sua conversão ao Islão. Divorciaram-se amigavelmente em 2004 e Imran Khan tem vivido em Islamabad desde então. Em 2015, casa-se pela segunda vez com Reham Khan, jornalista da televisão paquistanesa, mas a união é de curta duração. Em 2018, formalizou a sua união com Bushra Manika, a quem designou como sua "guia espiritual", e que, segundo ele, o afastou do seu passado do jet set. Ele afirma tê-la conhecido completamente velada e ter casado com ela pela sua espiritualidade.
Em Agosto de 2018, após a eleição de Khan como Primeiro-Ministro, na tomada de posse a primeira-dama Bushra Manika optou pelo uso de uma burqa branca. A escolha foi fortemente criticada como "inadequada" para a primeira-dama do país, mas elogiada também por alguns.

## Tentativa de assassinato
Em 3 de novembro de 2022, Khan foi baleado no membro inferior por atirador enquanto discursava para apoiadores em um comício em Wazirabad, no Paquistão, no qual liderava a marcha na capital em Islamabad, para exigir eleições antecipadas depois que ele foi deposto. Tiros foram ouvidos em imagens transmitidas em canais de notícias locais, que também mostravam Khan sendo carregado e colocado em um carro, com um curativo visível em sua perna. As condições de Khan não foram descritas como críticas. Um partidário do Movimento Paquistanês pela Justiça (PTI) foi morto durante o tiroteio e outras oito pessoas também ficaram feridas. O perpetrador foi preso no local e alegou que queria apenas alvejar Khan por "espalhar o ódio enganando as pessoas".